# 제8군 (영국)
영국 제8군(Eighth Army)은 제2차 세계 대전 중이던 1941년에 창설된 영국의 야전군이다. 북아프리카 전역, 이탈리아 전역에 참전했으며 1945년 제2차 세계 대전이 종결하면서 해체되었다.

## 역대 사령관
- 앨런 커닝엄 중장 (1941.9.9 – 1941.11.26)
- 닐 리치 중장 (1941.11.26- 1942.6.25)
- 클로드 오친렉 대장 (1942.6.25 - 1942.8.13)
- 버나드 몽고메리 대장 (1942.8.13 – 1943.12.29)
- 올리버 리세 중장 (1943.12.29- 1944.10.1)
- 클로드 오친렉 대장 (1944.10.1 - 1945.7)

## 같이 보기
- 제3의 사나이